# Criptomoneda estable
Una criptomoneda estable (también llamada por el anglicismo stablecoin) es una criptomoneda diseñada para minimizar la volatilidad del precio de estas, en relación a un activo "estable" o cesta de activos. Una moneda estable puede estar vinculada a una criptomoneda, a dinero Fiat, o al comercio de materias primas (commodities) (tales como metales preciosos o metales industriales). Se dice que las monedas estables canjeables por divisas, mercancías, o dinero fiat están respaldadas; mientras que aquellas ligadas a un algoritmo se denominan de tipo señoreaje (no respaldadas).

## Monedas estables respaldadas
Las ventajas de las criptomonedas respaldadas por activos es que están estabilizadas por activos que operan fuera del espacio de dichas criptomonedas. O sea, que el activo subyacente no es correlativo, reduciéndose así el riesgo financiero. El Bitcoin y las altcoins tienen una alta correlación, de modo que los titulares de estas criptomonedas no pueden escapar de las amplias caídas de precio en el mercado o refugiarse en activos de monedas estables respaldadas. Además, es improbable que dichas monedas caigan por debajo del valor del activo físico subyacente gracias al arbitraje; suponiendo que se administren de buena fe, y que tengan un mecanismo para canjear los activos que las respaldan.
Las monedas estables respaldadas están sujetas a la misma volatilidad y riesgos asociados que el activo de respaldo. Si la moneda estable es respaldada de manera descentralizada, entonces es relativamente segura frente a los depredadores. Pero si hay una bóveda central, puede ser robada, o sufrir pérdida de confianza.

### Respaldadas por materias primas
Las principales características de las monedas estables respaldadas de este modo son:
- Su valor está fijado a una o más materias primas (commodities) y es canjeable por ellas (más o menos) a demanda,
- Hay una promesa de pago, por individuos no regulados, empresas agoristas, o incluso instituciones financieras reguladas,
- La cantidad de materias primas necesaria para respaldar la moneda estable tiene que reflejar el capital circulante de dicha moneda estable.

Los titulares de monedas estables respaldadas con materias primas (commodities) pueden canjear sus monedas estables según el índice de conversión para tomar posesión de activos reales. El coste de mantener la estabilidad de la moneda estable es el coste de almacenar y proteger la materia prima que la respalda.
Ejemplos: Digix Gold Tokens (DGX) y otros.

### Respaldadas con dinero Fiat
El valor de las monedas estables de este tipo está basado en el valor de la moneda de respaldo, el cual está soportado por una tercera entidad financiera regulada. En este encuadre, la confianza en el custodio del activo de respaldo es crucial para la estabilidad del precio de la moneda estable. Las monedas estables respaldada con dinero Fiat puede ser comerciadas en plataformas de intercambio y son canjeables por el emisor. El coste de mantenimiento de la estabilidad de la moneda estable es equivalente al coste de mantener la reserva de respaldo y el coste de conformidad legal, mantenimiento de licencias, auditores y la infraestructura empresarial requerida por el regulador.
Las criptomonedas respaldadas con dinero fiat son las más comunes y fueron las primeras monedas estables del mercado. Sus características son:
- Su valor está vinculado a una o más divisas (normalmente al dólar de EE.UU., también al euro y al Franco suizo) en una proporción fija,
- El Tether se genera fuera de la cadena, a través de bancos u otro tipo de instituciones financieras reguladas que sirven de depositarias de la divisa USD para respaldar a la moneda estable,
- La cantidad de divisa utilizada para respaldar a la moneda estable tiene que reflejar el capital circulante de dicha moneda estable.

Ejemplos: TrueUSD (TUSD), USD Tether (USDT), USD Coin (USDC), Diem.

### Respaldadas con criptomonedas
Las monedas estables respaldadas por criptomonedas se emiten con criptomonedas como garantía, que es conceptualmente similar a las monedas estables respaldadas por dinero Fiat. Sin embargo, la diferencia más significativa entre estos dos diseños es que mientras la garantía fiduciaria generalmente ocurre fuera de la cadena de bloques, la criptomoneda, o activo criptográfico utilizado para respaldar este tipo de monedas estables, se realiza dentro de la cadena de bloques. Utiliza contratos inteligentes de una manera más descentralizada. En muchos casos, estos funcionan al permitir a los usuarios obtener un préstamo contra un contrato inteligente mediante el bloqueo de la garantía. Esto hace que valga la pena pagar su deuda incluso si la moneda estable disminuya su valor. Para evitar caídas repentinas, un usuario que obtiene un préstamo puede ser liquidado por el contrato inteligente si su garantía disminuye demasiado cerca del valor de su retiro.
Las características más importantes de las monedas estables respaldadas por criptomonedas son:
- El valor de la moneda estable está garantizado por otra criptomoneda o una cartera de criptomonedas,
- La vinculación se ejecuta dentro de la cadena a través de contratos inteligentes,
- El suministro de moneda estable está regulado dentro de la cadena mediante contratos inteligentes,
- La estabilidad de precios se logra mediante la introducción de instrumentos e incentivos complementarios, no solo con la garantía.

La implementación técnica de este tipo de monedas estables es más complejo y amplio que el de las garantizadas con dinero Fiat. Este está sujeto a un riesgo mayor de abuso debido a errores en el código del contrato inteligente. Si la inmovilización tiene lugar dentro de la cadena, se crea una solución descentralizada no sujeta a la regulación de terceros.. Un aspecto potencialmente problemático de este tipo de monedas estables es el cambio de valor de la garantía y la dependencia en instrumentos complementarios. La complejidad y no-directo respaldando no directo de la moneda estable pueden disuadir de su uso, al ser difícil a entender cómo se asegura el precio. Debido a la naturaleza altamente volátil y convergente del mercado de criptomonedas,  se debe mantener una garantía muy grande para asegurar la estabilidad.
Los proyectos en curso de monedas estables de este tipo son Havven (el par: nUSD @ –  moneda estable y HAV - nUSD respaldado con garantías), o DAI (par: CDP - Posición de Deuda Garantizada y MKR - token de  gobernanza utilizado para controlar el suministro) y otros.

## Estilo Señoreaje (no respaldado)
Las monedas de estilo señoreaje utilizan algoritmos para controlar el suministro de dinero en criptomoneda; muy parecido a lo que hace un banco central al imprimir o destruir divisas. Las monedas estables basadas en el señoreaje son la forma menos popular de moneda estable.
Las características más importantes de las monedas estables de estilo señoreaje son:
- Los ajustes se hacen dentro de la cadena,
- No es necesaria ninguna garantía para emitir monedas,
- El valor está controlado por la oferta y la a través de algoritmos, estabilizando el precio.

Basis fue un ejemplo de moneda estilo señoreaje.

## Críticas
Tether, la moneda estable más importante por capitalización de mercado, ha sido acusada de ser incapaz de facilitar auditorías de sus reservas mientras imprime millones continuamente; muchos han atribuido su escasa confianza en la  creación de nuevas monedas al aumento de precio del Bitcoin en 2017.

## Proyectos de monedas estables fallidos y abandonados
Las monedas estables son proclives al fracaso debido también a su volatilidad y al mantenimiento requerido en muchos casos.
NuBits es un ejemplo de una moneda estable que fracasó en mantener su estabilidad.
El proyecto de moneda estable Base, que había recibido alrededor de 100 millones de dólares en fondos de capital de riesgo, cerró en diciembre de 2018 mostrando inquietud por las regulaciones de EE. UU.

## Ventajas sociales
El Banco de Pagos Internacionales reconoce posibles beneficios de estas monedas tales como la mejora en la lucha contra el lavado de dinero, su capacidad operativa, la protección de datos de clientes, la inclusión financiera, el cumplimiento fiscal y la ciberseguridad.